# Stormbringer
《Stormbringer》는 영국의 하드 록 밴드 딥 퍼플의 아홉 번째 스튜디오 음반으로, 1974년 11월 8일에 발매되었다. 이 음반은 보컬리스트 데이비드 커버데일과 베이시스트 겸 보컬리스트 글렌 휴즈를 포함한 Mk III 라인업으로 제작된 두 번째 스튜디오 음반이다.

## 커버 아트
《Stormbringer》의 커버 이미지는 사진을 기반으로 한다. 1927년 7월 8일, 미네소타주 야스퍼 마을 근처의 토네이도가 루실 핸드버그에 의해 촬영되었다. 그녀의 사진이 된 대표적인 이미지와 편집 음반의 커버에 사용되었다. 1970년에는 마일스 데이비스의 음반 《Bitches Brew》, 1986년에는 수지 앤 더 밴시스의 음반 《Tinderbox》에 같은 사진이 사용되었다.

## 발매 및 평가
| 평가 점수        | 평가 점수    |
| 출처             | 점수         |
| ---------------- | ------------ |
| AllMusic         | [ 4 ]        |
| Blogcritics      | (favourable) |
| Džuboks          | (favourable) |
| Record Collector | [ 7 ]        |
| Rolling Stone    | (mixed)      |

올뮤직의 알렉스 헨더슨은 회고 리뷰에서 "《Stormbringer》는 《Machine Head》와 《Who Do We Think We Are》의 탁월함에는 못 미치지만, 여전히 확실한 명곡들을 자랑한다. 예를 들면, 불타는 듯한 〈Lady Double Dealer〉, 불길한 타이틀곡 (고딕 메탈의 보물), 땀내 나는 〈High Ball Shooter〉, 그리고 쓸쓸한 발라드 〈Soldier of Fortune〉가 있다"고 평했다.
기타리스트 리치 블랙모어는 《Stormbringer》와 이어진 투어를 마친 뒤 딥 퍼플을 탈퇴했다. 그는 밴드가 펑키한 방향으로 나아가는 것에 대한 불만을 공개적으로 밝혔다. 그러나 글렌 휴즈는 이 음반과 블랙모어의 기여를 높이 평가하며 다음과 같이 말했다. "《Stormbringer》를 듣는 사람들은 제발 귀를 기울여 주세요. 블랙모어는, 본인이 싫어하든 말든, 정말 펑키했습니다. 그는 이 음반에서 훌륭하게 연주했어요."

### 재발매
1990년, 이 음반은 메탈 블레이드 레코드를 통해 리마스터되어 미국에서 재발매되었으며, 유통은 워너 브라더스 레코드가 담당했다.
프라이데이 뮤직 레이블은 2007년 7월 31일 《Made in Europe》과 《Come Taste the Band》와 함께 이 음반을 미국에서 발매했다. 이번 발매에 어떤 테이프가 소스로 사용되었는지는 불확실하지만, 레이블 공식 웹사이트에 따르면 음반은 디지털 리마스터링되었으나 확장판은 아니었다.
또한 EMI (딥 퍼플의 미국 외 지역 대부분의 음반사)는 글렌 휴즈와 협력해 리마스터 및 확장판을 제작했으며, 이 버전은 보너스 리믹스와 대체 테이크를 포함하고 있다. 이는 《Burn》 재발매판과 유사한 방식으로 이루어졌다.

## 곡 목록
| #  | 제목                        | 작사·작곡                                           | 재생 시간 |
| -- | --------------------------- | --------------------------------------------------- | --------- |
| 1. | 〈Stormbringer〉            | 리치 블랙모어, 데이비드 커버데일                    | 4:03      |
| 2. | 〈Love Don't Mean a Thing〉 | 블랙모어, 커버데일, 글렌 휴스, 존 로드, 이언 페이스 | 4:23      |
| 3. | 〈Holy Man〉                | 커버데일, 휴스, 로드                                | 4:28      |
| 4. | 〈Hold On〉                 | 커버데일, 휴스, 로드, 페이스                        | 5:05      |

| #  | 제목                                              | 작사·작곡                              | 재생 시간 |
| -- | ------------------------------------------------- | -------------------------------------- | --------- |
| 1. | 〈Lady Double Dealer〉                            | 블랙모어, 커버데일                     | 3:19      |
| 2. | 〈You Can't Do It Right (With the One You Love)〉 | 블랙모어, 커버데일, 휴스               | 3:24      |
| 3. | 〈High Ball Shooter〉                             | 블랙모어, 커버데일, 휴스, 로드, 페이스 | 4:26      |
| 4. | 〈The Gypsy〉                                     | 블랙모어, 커버데일, 휴스, 로드, 페이스 | 4:05      |
| 5. | 〈Soldier of Fortune〉                            | 블랙모어, 커버데일                     | 3:14      |

## 인증
| 국가                                                  | 인증 | 판매량/출하량 |
| ----------------------------------------------------- | ---- | ------------- |
| 프랑스 (SNEP)                                         | 골드 | 100,000*      |
| 스웨덴 (GLF)                                          | 골드 | 50,000^       |
| 영국 (BPI)                                            | 실버 | 60,000^       |
| 미국 (RIAA)                                           | 골드 | 500,000^      |
| *판매량을 기반으로 한 인증 ^출하량을 기반으로 한 인증 |      |               |